# John Scott (konstabl Dover)
John Scott lub Scot (ur. ok. 1423 w Scott’s Hall w Brabourne w hrabstwie Kent, zm. 17 października 1485) – angielski szlachcic związany z Domem Yorków.
Podczas swojej kariery politycznej był szeryfem hrabstwa Kent (od 1460 r.), kontrolerem dworu króla Edwarda IV (od 1461 r.), szambelanem następcy tronu, ambasadorem na dworze burgundzkim, a od 1471 r. konstablem zamku Dover i lordem strażnikiem Pięciu Portów. Możliwe, że od 1467 r. zasiadał w Izbie Gmin jako reprezentant hrabstwa Brabourne lub jednego z sąsiednich kentyjskich okręgów wyborczych.
John Scott był żonaty z Agnes de Beaufitz. Miał z nią dzieci. Jego wnukiem był William Scott of Scott’s Hall, który również był lordem strażnikiem Pięciu Portów. Sir John Scott zmarł w 1485 r. i zgodnie ze swoją wolą został pochowany w północnej ścianie kościoła w Brabourne. Żona przeżyła go o dwa lata i zmarła 4 lipca 1487 r.